# بنجامين إي. راسيل
بنجامين إي. راسيل (بالإنجليزية: Benjamin E. Russell) هو صحفي ومُحرِّر وسياسي أمريكي، ولد في 5 أكتوبر 1845 في مونتيسيلو في الولايات المتحدة، وتوفي في 4 ديسمبر 1909 في بينبردج في الولايات المتحدة. حزبياً، نشط في الحزب الديمقراطي. وقد انتخب عضو مجلس نواب جورجيا وانتخب عضو مجلس النواب الأمريكي.